# Ocean 2: The Answer
Ocean 2:The Answer è il quindicesimo album della progressive rock band Eloy pubblicato nel 1994.
È stato il terzo album registrato con la nuova formazione del gruppo, Frank Bornemann e Michael Gerlach.

## Tracce
1. Beetween Future and Past – 5:02
2. Ro Setau – 9:22
3. Childhood Memories – 6:22
4. Serenity – 4:27
5. Awakening of Consciousness – 6:03
6. The last in Line – 5:11
7. Reflections from the Spheres Beyond – 6:29
8. The Answer – 11:19

## Componenti
- Frank Bornemann — voce, chitarra
- Michael Gerlach — tastiere
- Klaus-Peter Matziol - tastiera
- Helge Engelke - chitarra
- Bodo Schopf - batteria